# Catocala conjuga
Catocala conjuga là một loài bướm đêm trong họ Erebidae.